# Hank and Lank: They Get Wise to a New Scheme
Hank and Lank: They Get Wise to a New Scheme è un cortometraggio muto del 1910 diretto da Gilbert M. 'Broncho Billy' Anderson.
Il film è il terzo di una serie di nove che aveva come protagonisti i personaggi di "Hank" e "Lank", interpretati da Augustus Carney e Victor Potel. Tutti i film furono girati e distribuiti nel 1910, tranne l'ultimo, Hank and Lank: They Make a Mash, che uscì il 31 gennaio del 1911.

## Produzione
Il film fu prodotto dalla Essanay Film Manufacturing Company. Venne girato a Chicago, dove la casa di produzione aveva la sua sede.

## Distribuzione
Distribuito dalla General Film Company, il film uscì nelle sale cinematografiche USA il 12 ottobre 1910. Nelle proiezioni, veniva programmato con il sistema dello split reel, accorpato in un'unica bobina con un altro cortometraggio prodotto dall'Essanay, la commedia Papa's First Outing.